# Célérifère

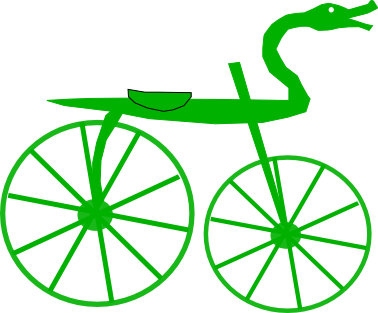
Un célérifère.

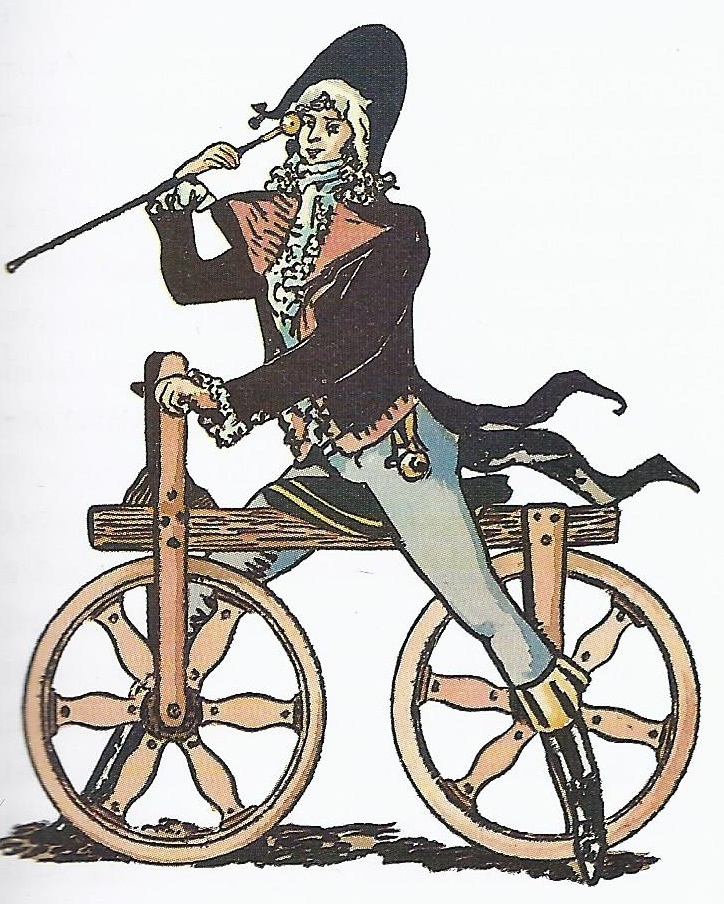
Le supposé « comte de Sivrac » sur son célérifère.

Le célérifère est une supercherie fomentée en 1891 par le journaliste français Louis Baudry de Saunier, spécialiste de la locomotion terrestre. 
Il s’agit d’une « machine à courir » prétendument inventée en 1790 par un certain comte Mède de Sivrac (personnage imaginaire), et qui ressemble à la draisienne, laquelle a été réellement inventée vingt-sept ans plus tard par le baron allemand Karl Drais von Sauerbronn, qui fit breveter son engin en France.

## Histoire

### Origine de la supercherie
En 1817, le jeune baron allemand Karl Drais fait déposer en France un brevet d'importation pour un engin dénommé « vélocipède », appelé dans le langage courant draisienne.
À la fin du XIXe siècle, après la défaite de 1870, le journaliste et chroniqueur Louis Baudry de Saunier trouve plus valorisant pour la nation de faire remonter l'invention à 1790 et de l'attribuer à un Français, dans son Histoire générale de la vélocipédie, parue en 1891,.
Il crée donc de toutes pièces un inventeur fictif, le comte de Sivrac, et dessine les plans de l'engin qu'il prétend être l'ancêtre de la draisienne : le célérifère.

### Découverte de l'imposture

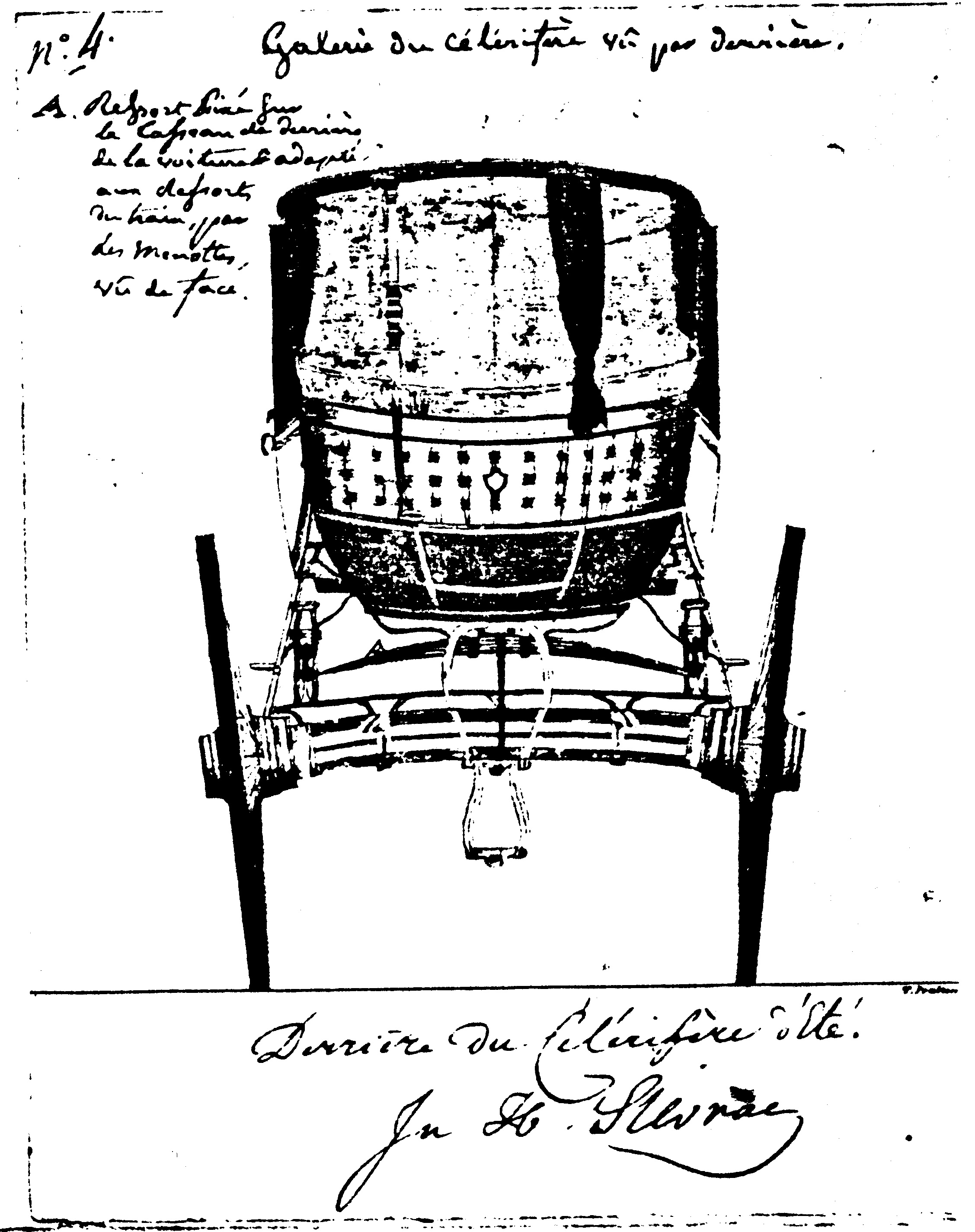
Schéma illustrant le brevet du célérifère déposé par J.-H. Siévrac en 1817.

La supercherie est finalement découverte dans la deuxième moitié du XXe siècle, à la suite d'une thèse déposée à l'université de la Sorbonne en 1950, notamment lorsque l'on s'aperçoit qu'un brevet avait bien été déposé le 4 juin 1817 par un certain Jean-Henri Siévrac pour un célérifère, mais que la machine en question était en fait une voiture à cheval,. Le terme était par ailleurs défini comme « voiture publique dont le service est accéléré » dans le Littré.
Bien qu'il s'agisse d'un canular, des définitions et des descriptions de l'engin ont été relatées au cours du XIXe siècle par le Journal Officiel, Le Vélo illustré et même le Larousse illustré avant d'être dénoncées dans un ouvrage par Jacques Seray, cycliste amateur et historien du cyclisme. En 1975, l'album officiel des Jeux olympiques de Montréal présentait encore le célérifère comme un ancêtre de la bicyclette. Ce canular s'apparente à la légende russe du vélocipède d'Artamonov, prétendument inventé durant la même période.

## Description
Sur ces plans dessinés bien après son existence supposée, le célérifère présente beaucoup de similitudes avec la draisienne. C'est également une « machine à courir » en bois, sans pédales et sans freins, dotée de deux roues, mais qui en revanche ne permet pas de faire pivoter la roue avant, donc sans direction, ce qui la rend quasiment inutilisable. Les musées nationaux, ne possédant pas cette machine, puisqu’elle n’avait jamais existé, en fabriquèrent, d'après les plans conçus par Louis Baudry de Saunier, des « copies », qui sont encore exposées de nos jours.

## Service de messagerie
Un service de messagerie privé a été créé dans les années 1820. Les bureaux des Célérifères étaient situés Rue du Bouloi à Paris. Le service allait jusqu'à Bordeaux, mais seulement l'été.